# Jeannine Aeply
 (juillet 2022).
Si vous disposez d'ouvrages ou d'articles de référence ou si vous connaissez des sites web de qualité traitant du thème abordé ici, merci de compléter l'article en donnant les références utiles à sa vérifiabilité et en les liant à la section « Notes et références ».
Jeannine Aeply, née le 21 octobre 1921 à Strasbourg et morte le 14 juin 2009 à Ajaccio, est une écrivaine et créatrice française. Autrice de romans érotiques, elle publie sous le nom de Janine Aeply. 
Elle est la créatrice, avec le peintre, graveur et sculpteur Jean Fautrier du « procédé Aeply » ou « originaux multiples » permettant de créer des reproductions d'œuvres d'art de grande qualité en combinant plusieurs techniques artisanales,.

## Biographie
De juillet à décembre 1957, Jeannine Aeply publie, hors commerce, trois numéros d'une revue intitulée Inédit inéditable.
Elle participe à la revue Tel Quel dès le deuxième numéro en publiant un article intitulé « D'hier à aujourd'hui » : de fait, ses deux premiers romans, Le Rendez-vous (1961) et La Boîte à musique (1962) paraissent aux Éditions du Seuil grâce à Philippe Sollers, directeur de Tel Quel. 
De 1966 à 1970, elle dirige une collection aux éditions Mercure de France avec Simone Gallimard. De 1975 et jusqu'en 1987, elle poursuit une activité critique à La Nouvelle Revue française en publiant une cinquantaine de notes critiques.[réf. nécessaire]

## Mentions dans d'autres œuvres
La liaison entre Jeannine Aeply et Dominique Aury, autrice d'Histoire d'O, est relatée dans la biographie d'Angie David intitulée Dominique Aury : La vie secrète de l'auteur d'Histoire d'O publiée en 2006 aux Éditions Léo Sheer.[réf. nécessaire]
L'artiste peintre Stefan Prince en lien avec son livre Stories of O, a publié sur son site un article intitulé « Clues: Another ‘Roissy’ ? & A Search for Jeannine Aeply ».

## Publications
- Romance, Chatenay-Malabry : J. Aeply, impr., 1958.
- Strip tease, Chatenay-Malabry : J. Aeply, impr., 1959.
- Le Rendez-vous, Éditions du Seuil, 1961.
- La Boîte à musique, Éditions du Seuil, 1962.
- À propos des rossignols, Mercure de France, 1965.
- Un Royaume de papier, Mercure de France, 1968.
- Une Fille à marier, Mercure de France, 1969.
- Éros Zéro, Mercure de France, 1972.